# Lista de personagens de Ti Ti Ti
Este anexo é uma lista de personagens da telenovela brasileira Ti Ti Ti e da regravação homônima, exibidas respectivamente em 1985 e em 2010. A primeira versão foi escrita por Cassiano Gabus Mendes, e a segunda, por Maria Adelaide Amaral, e ambas as produções foram exibidas pela Rede Globo como "novela das sete".

## Personagens da versão de 1985
- Reginaldo Faria interpreta André Spina, um estilista bem-sucedido com a alcunha de "Jacques Leclair". Como Leclair, Spina confeccionou modelos clássicos que despertaram a inveja de Ari, seu rival desde a infância.[1]
- Luís Gustavo interpreta Ariclenes, que adotou a alcunha de "Victor Valentim" para confeccionar, em oposição à Leclair, vestidos sensuais, que também se tornam um sucesso.[1]
- Marieta Severo interpreta Suzana.[1]
- Sandra Bréa interpreta Jacqueline.[1]
- Tânia Alves interpreta Clotilde.[1]
- Aracy Balabanian interpreta Marta, foi abandonada por André no passado mas que sofre ao se envolver com o filho dele.[1]
- Cássio Gabus Mendes interpreta "Luti", filho de Ariclenes.[1]
- Malu Mader interpreta Valquíria, filha de André.[1]
- Nathalia Timberg interpreta Cecília.[1]
- Paulo Castelli interpreta Pedro, filho de André.[1]
- Myrian Rios interpreta Gabriela, filha de Marta.[1]

## Personagens da versão de 2010
- Murilo Benício interpreta Ariclenes Martins, um homem que, quando jovem, ganhou na loteria, mas conseguiu perder todo o prêmio ao fazer somente investimentos errados. Rival de André Spina desde que ambos eram crianças, Ariclenes assume, quando adulto, a alcunha de "Victor Valentim", um estilista espanhol responsável por uma popular linha de confecções - cujos desenhos são, na verdade, de autoria de uma moradora de rua que ele acolhe. É ex-marido de Suzana e pai de Luti.[2]
- Alexandre Borges interpreta André Spina, um bem-sucedido estilista que, em seu trabalho, adota a alcunha de "Jacques Leclair". André tem quatro filhos: Pedro Luis, Valquíria, Luis Felipe e Mabi.[2][3]
- Cláudia Raia interpreta Jaqueline Maldonado, uma mulher que se apaixona por Jacques e o ajuda em suas criações.[2][3]
- Malu Mader interpreta Suzana, a ex-mulher de Ari, mãe de Luti, e editora da revista Moda Brasil.[2][3]
- Juliana Alves interpreta Clotilde.[2][3]
- Dira Paes interpreta Marta.[2][3]
- Humberto Carrão interpreta Luis Otávio, filho de Ariclenes e Suzana. "Luti", como é conhecido, auxilia o pai no ateliê e se envolve com Valquíria, a filha do rival de seu pai.[2][3]
- Juliana Paiva interpreta Valquíria, a segunda dos quatro filhos de "Jacques Leclair", uma estudante de moda.[2][3]
- Regina Braga interpreta Cecília, uma moradora de rua que é acolhida por Aricles quando este perceba seu talento para fazer vestidos para bonecas. O desenhos dos vestidos é utilizado por Ariclenes e por seu filho, o que faz com que Ariclenes, já travestido como "Victor Valentim", obtenha considerável sucesso.[2][3]
- Marco Pigossi interpreta Pedro Luis, o filho mais velho de André.[2][3]
- Carolina Oliveira interpreta Gabriela, filha de Marta.[2][3]

### Oriundos de Plumas e Paetês
- Isis Valverde interpreta Marcela, personagem que em Plumas e Paetês havia sido interpretada por Elizabeth Savalla. Marcela é uma mineira que, grávida, se muda para São Paulo após se decepcionar com seu então namorado, Renato, atualmente interpretado pelo ator Guilherme Winter e na versão original era interpretado por José Wilker[2][4][5]
- Caio Castro interpreta Edgar Sampaio, personagem que em Plumas e Paetês havia sido interpretado por Cláudio Marzo. Edgar é dono de uma agência de modelos e filho de Gustavo e Bruna. Edgar se apaixona por Marcela, uma mulher grávida.[2][4][5]
- Thaila Ayala interpreta Amanda, personagem que originalmente havia sido interpretada por Maria Cláudia. Amanda é uma modelo ainda desconhecia, mas bastante geniosa - o que costumeiramente resulta na sua demissão em todos os empregos que consegue. É irmã de Ângelo, atualmente interpretado por Júlio Oliveira e na versão original por Mário Gomes.[2][3][4]
- Leopoldo Pacheco interpreta Gustavo Sampaio, personagem que originalmente havia sido interpretado por José Lewgoy.[2][4]
- Giulia Gam interpreta Bruna Sampaio, personagem que originalmente havia sido interpretada por Neuza Amaral.[2][4][5]
- Christiane Torloni interpreta Rebeca Bianchi, personagem que em Plumas e Paetês havia sido interpretada por Eva Wilma. Rebeca é mulher de Orlando e mãe de Jorgito e Camila e, após a morte de seu marido, ela tem de assumir a presidência de uma grande fábrica.[3][4]